# Rau’shee Warren
Rau’shee Warren (ur. 13 lutego 1987 w Cincinnati) – amerykański bokser, mistrz świata.
Występuje na ringu w wadze muszej. Jest trzykrotnym medalistą mistrzostw świata, osiągając największy sukces podczas mistrzostw świata w 2007 roku w Chicago, gdzie zdobył złoty medal.
Bez powodzenia wystąpił w igrzyskach olimpijskich w 2008 roku w Pekinie i cztery lata wcześniej w Atenach. Jest trzykrotnym amatorskim mistrzem USA seniorów (2005-2007).